# Тан, Хионг Лионг
Хионг Лионг Тан или Чэнь Сянлян (пэвэдзи: Tân Hiong-liông, кит. 陈香良, пиньинь: Chén Xiāngliáng, 20 августа 1938, Бейтензорг — сентябрь 2009, там же) — индонезийский шахматист, международный мастер (1963).

## Биография
Жил в Нидерландах с 1956 г. Изучал страховую математику.
В течение нескольких лет входил в число сильнейших нидерландских шахматистов.
После турнира в Бевервейке (1963 г.) был госпитализирован с приступом шизофрении на почве алкоголизма. После завершения курса лечения в Нидерландах был перевезен родителями в Индонезию и помещен в специализированную клинику в Бандунге. После смерти родителей вернулся в родной город, где жил в собственном доме.
В шахматных соревнованиях после 1963 г. не участвовал. Имел дан по игре го.

## Шахматная карьера
Чемпион Нидерландов 1961 г.
В составе сборной Индонезии участник шахматной олимпиады 1960 г. (завоевал индивидуальную золотую медаль за лучший результат на 4-й доске: 16½ очков из 20, 1—2 места с Л. Мягмарсурэном). Также в составе национальной сборной Нидерландов участвовал в 7-м командном чемпионате мира среди студентов (Ленинград, 1960 г.).
Победитель международного турнира IBM в Амстердаме (1962 г.; 1—2 места с М. Черняком).

## Спортивные результаты
| Год         | Город     | Соревнование                                                              | +  | − | = | Результат | Место        |
| ----------- | --------- | ------------------------------------------------------------------------- | -- | - | - | --------- | ------------ |
| 1959        | Краков    | Командный турнир                                                          | 3  | 1 | 1 | 3½ из 5   |              |
| 1960        | Бевервейк | Международный турнир                                                      | 1  | 5 | 3 | 2½ из 9   | 9—10         |
|             | Ленинград | Командный чемпионат мира среди студентов (сборная Нидерландов, 2-я доска) | 9  | 2 | 2 | 10 из 13  |              |
|             | Лейпциг   | XIV Олимпиада (сборная Индонезии, 4-я доска)                              | 14 | 1 | 5 | 16½ из 20 | 1—2 на доске |
| 1961        | Бевервейк | Международный турнир (турнир В)                                           |    |   |   |           |              |
|             | Амстердам | Международный турнир IBM                                                  | 4  | 3 | 4 | 6 из 11   | 5            |
|             | Гаага     | Чемпионат Нидерландов                                                     |    |   |   | 7½ из 10  | 1            |
| 1962        | Амстердам | Международный турнир IBM                                                  | 6  | 1 | 4 | 8 из 11   | 1—2          |
| 1962 / 1963 | Гастингс  | Международный турнир                                                      | 2  | 3 | 4 | 4 из 9    | 6            |
| 1963        | Бевервейк | Международный турнир                                                      | 4  | 6 | 7 | 7½ из 17  | 12—13        |